# Elizabeth Esty

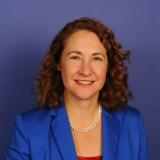
Elizabeth Esty (2013)

Elizabeth Henderson Esty (* 25. August 1959 in Oak Park, Illinois) ist eine US-amerikanische Politikerin. Von 2013 bis 2019 vertrat sie den Bundesstaat Connecticut im US-Repräsentantenhaus.

## Werdegang
Elizabeth Henderson, so ihr Geburtsname, wuchs in Minnesota auf und besuchte die dortige Winona Senior High School. Sie studierte dann bis 1981 an der Harvard University in Massachusetts. Nach einem anschließenden Jurastudium an der Yale University und ihrer 1985 erfolgten Zulassung als Rechtsanwältin begann sie in diesem Beruf zu arbeiten. Zeitweise lehrte sie an der American University das Fach Jura. Gleichzeitig schlug sie als Mitglied der Demokratischen Partei eine politische Laufbahn ein. Zwischen 2005 und 2008 gehörte sie dem Stadtrat von Cheshire an; von 2008 bis 2010 war sie Abgeordnete im Repräsentantenhaus von Connecticut.
Bei den Kongresswahlen des Jahres 2012 wurde Esty im fünften Wahlbezirk von Connecticut in das US-Repräsentantenhaus in Washington, D.C. gewählt, wobei sie sich gegen den republikanischen Staatssenator Andrew Roraback durchsetzte. Im Kongress trat sie am 3. Januar 2013 die Nachfolge des in den US-Senat gewechselten Chris Murphy an. Nach zwei Wiederwahlen in den Jahren 2014 und 2016 läuft ihr Mandat bis zum 3. Januar 2019. Im Repräsentantenhaus ist bzw. war sie Mitglied im United States House Committee on Science, Space and Technology und im United States House Committee on Transportation and Infrastructure sowie in insgesamt vier Unterausschüssen.
Im März 2018 wurde bekannt, dass Etsy einen Mitarbeiter 2016 monatelang weiterbeschäftigt hatte, nachdem sie erfahren hatte, dass dieser eine Frau geschlagen und mit dem Tod bedroht hatte. Nachdem die Zeitung Hartford Courant sie zum Rücktritt aufgefordert hatte, gab sie Anfang April 2018 bekannt, bei der Wahl 2018 nicht mehr anzutreten.
Elizabeth Esty ist seit 1984 verheiratet und hat eine Tochter. Ihr Ehemann Daniel C. Esty ist ehemaliger Minister (Commissioner) für Energie und Umweltschutz des Staates Connecticut.